# Fred Katz
Frederick Katz (25. Februar 1919 in Brooklyn, N.Y. – 7. September 2013) war ein amerikanischer Kulturanthropologe, Komponist und Cellist, der besonders im Kontext des Jazz bekannt wurde.

## Leben und Wirken
Katz, der aus einer jüdischen Musikerfamilie stammte, gab mit 13 Jahren sein erstes Konzert in der Townhall von New York City. Er absolvierte Meisterkurse unter anderen bei Pablo Casals und wirkte dann bis 1941 als Solocellist im National Symphony Orchestra der USA. Nach dem  Militärdienst, den er teilweise in Deutschland verbrachte, arbeitete er als Klavierbegleiter u. a. für Lena Horne. An der Westküste begann er 1955 seine Zusammenarbeit mit dem Jazzmusiker Chico Hamilton, mit dem er diverse Platten veröffentlichte, darunter auch einige unter eigenem Namen.
Katz war in Hamiltons Quintett bis 1959 tätig, wobei er das Cello sowohl gestrichen als auch pizzicato einsetzte. Seine Performances brachten ihm den Ruf als einem der ersten Jazzcellisten ein. Katz komponierte mit Hamilton einen Teil der Musik zu „Dein Schicksal in meiner Hand“ (1957). Anschließend schrieb er weitere Filmmusiken (etwa zu den Roger-Corman-Filmen „Die Wespenfrau“ und „Kleiner Laden voller Schrecken“), komponierte ein Cellokonzert (1961) sowie Geistliche Musik. Weiterhin arbeitete er als Studiomusiker (etwa für The Sound of Feeling) und als Musikpädagoge sowie als Arrangeur, u. a. für Paul Horn, Eric Dolphy und Milt Bernhart. Er nahm zudem Soloalben auf und arbeitete als Musikproduzent für Decca Records. Sein Cello ist auch in Bob Dylans Musik zu Pat Garrett & Billy the Kid zu hören.
Anschließend nahm er den Ruf auf eine Professur für Kulturanthropologie der California State University, Fullerton an, wo er sich insbesondere mit ethnischer Musik beschäftigte. 1989 war er bei einem Wiederaufleben des klassischen Chico Hamilton Quintets dabei (CD „Reunion“).

## Filmografie (Auswahl)
- 1958: T Is for Tumbleweed (Kurzfilm)
- 1960: Kleiner Laden voller Schrecken (The Little Shop of Horrors)
- 1971: Kleine Mörder (Little Murders)